# 维尔玛·穆尔托

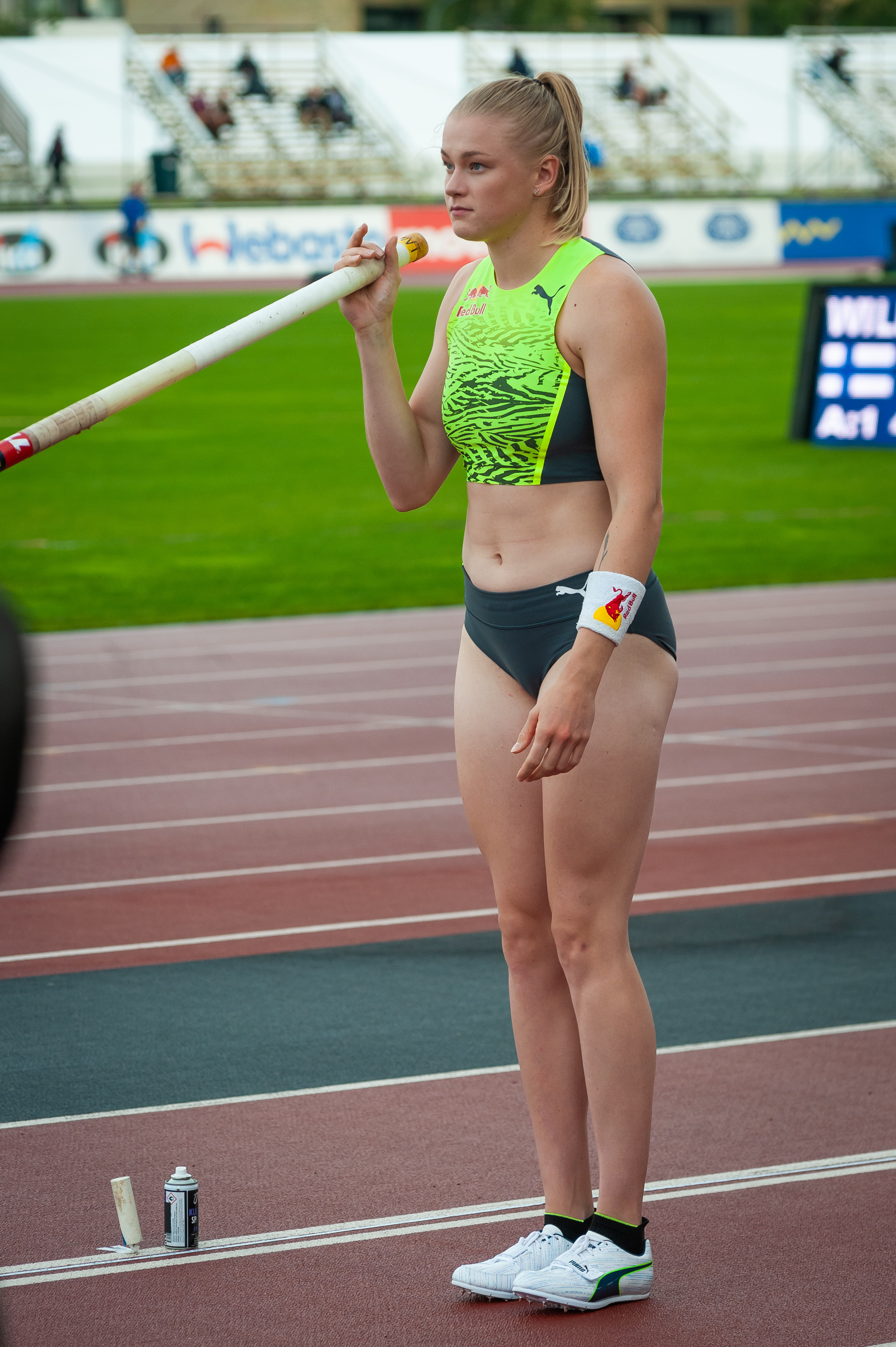
2022年时的穆尔托

维尔玛·安娜·赫莱娜·穆尔托（芬蘭語：Wilma Anna Helena Murto，1998年6月11日—），芬兰撑杆跳高运动员。她在2022年欧洲田径锦标赛中赢得撑杆跳高欧洲冠军，并跳出芬兰记录485厘米，该成绩也是欧洲田径竞标赛的新记录。她还保持着20岁以下的世界记录471厘米。